# Corvo-americano
O corvo-norte-americano (Corvus brachyrhynchos) é uma ave da família Corvidae (corvos).

## Características
- Comprimento: 40 a 53 cm
- Envergadura: 85 a 100 cm
- Peso: 316 a 620 g
- Longevidade: 14 anos

## Distribuição
Esta ave tem uma distribuição bastante ampla  na América do Norte. Podendo ser encontrada desde o sul do Canadá até ao Golfo do México e Flórida. No Verão, durante a época reprodutiva habita desde o sudeste do Yukon e Terra Nova até ao sul dos Estados Unidos. No Inverno, a sua área de distribuição diminui, podendo ser encontrado no sul do Canadá e na maioria dos Estados Unidos.

## Habitat
Estas aves preferem zonas abertas com poucas árvores, bosques pouco arborizados, zonas agrícolas e pastagens. São ainda bastante frequentes em bairros suburbanos e parques de grandes cidades, podendo ainda ser encontrado nas zonas costeiras.

## Reprodução
Esta é uma espécie monogâmica, formando casais que duram toda a vida.  A época de reprodução destas aves começa em Fevereiro e dura até Junho. Os ninhos são geralmente construídos por ambos os membros do casal, numa conífera de grandes dimensões. O ninho tem a forma de uma taça e é constituído por ramos entrelaçados com ervas, raízes, penas e por vezes com materiais de origem humana. As fêmeas  fazem uma única postura por ano de 4 a 5 ovos de cor verde claro com pintas castanhas. A fêmea incuba sozinha os ovos durante 18 dias. Enquanto dura a o período de incubação a fêmea é alimentada pelo macho. Os filhotes são alimentados pelos dois membros do casal e abandonam o ninho com aproximadamente 35 dias de idade permanecendo com a família até ao final do Verão. Normalmente estas aves atingem a maturidade sexual e iniciam a sua vida reprodutiva aos 2 anos de idade.

## Alimentação
Esta espécie é omnívora, alimentando-se praticamente de tudo. Durante a época de reprodução consomem insectos, larvas, vermes, frutas, cereais. Caçam pequenos animais tais como rãs, ratos e coelhos jovens para se alimentarem, embora seja um pássaro saprófago, e uma das sua fontes principais de alimentos são cadáveres de animais mortos, especialmente aqueles que são vitimas de atropelamento nas estradas.

## Galeria

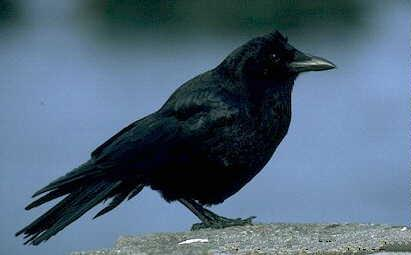

## Subespécies
- C. brachyrhynchos brachyrhynchos
- C. brachyrhynchos hesperis
- C. brachyrhynchos pascuus
- C. brachyrhynchos hargravei